# Bârza (okręg Marusza)
Bârza – wieś w Rumunii, w okręgu Marusza, w gminie Sânger. W 2011 roku liczyła 67 mieszkańców.